# 巴拉卡
巴拉卡是非洲東南部國家馬拉維的城市，也是巴拉卡縣的首府，由南部區負責管轄，海拔高度600米，鎮上有醫院和學校，居民主要信奉基督教和伊斯蘭教，2008年人口估計約24,000。
14°55′S 34°52′E / 14.917°S 34.867°E